# Bataafse stroommossel
De Bataafse stroommossel (Unio crassus ) is een zoetwatermossel ("Najade") behorende tot de tweekleppige weekdieren. In Nederland en België is de ondersoort Unio crassus nanus (synoniem: Unio crassus batavus) bekend.

## Schelpkenmerken
Deze soort heeft een ovale schelp waarvan voor- en achterrand beide afgerond zijn. Bij de umbo is een verticale zigzagsculptuur aanwezig (chevron-sculptuur), voor het overige vertoont de buitenzijde geen sculptuur, er zijn alleen onregelmatige groeilijnen aanwezig. Het oppervlak is bedekt met een dikke uit conchyoline bestaande opperhuid. Deze opperhuid is bij de umbo vaak verdwenen en ter plaatse kan de vrijgekomen kalkige schelp oplossingsverschijnselen vertonen. Als bij dode exemplaren de schelp uitdroogt dan kan de opperhuid (gedeeltelijk) van de schelp loskomen.
Er is een heterodont slot met krachtige cardinale tanden en lijstvormige laterale tanden.

### Grootte van de schelp
- Lengte: tot 70 mm
- hoogte: tot 40 mm
- diameter: tot 30 mm

### Kleur van de schelp
De opperhuid heeft een groenbruine kleur, de schelp zelf is wit parelmoerachtig. De binnenzijde van de schelp heeft een witte parelmoerglans en heeft blauwe, groene en roze iriserende kleuren. Door anoxische omstandigheden in de bodem kunnen schelpen vaak blauw tot blauwzwart verkleurd zijn.

## Habitat en leefwijze
De mossel houdt van helder, zuurstofrijk, stromend water en is zeer gevoelig voor verandering van waterkwaliteit (onder andere door vervuiling). De soort is daarom ernstig bedreigd in heel Europa.

## Areaal
Het verspreidingsgebied omvat heel Europa. Door waterverontreiniging staat de soort sterk onder druk en is reeds op vele plaatsen verdwenen. In Nederland is de soort voor het laatst in 1968 waargenomen en is mogelijk uitgestorven. In Duitsland is de mossel verdwenen uit 90% van zijn voormalige verspreidingsgebied.

## Fossiel voorkomen
De Bataafse stroommossel is fossiel tamelijk zeldzaam en alleen bekend uit interglaciale rivierafzettingen. In Nederland en België is zij bekend uit afzettingen van de Rijn en de Schelde, voornamelijk uit het Holoceen.